# Gabrje pri Soteski
Gabrje pri Soteski je naselje u slovenskoj Općini Dolenjskim Topllicama. Gabrje pri Soteski se nalazi u pokrajini Dolenjskoj i statističkoj regiji Jugoistočnoj Sloveniji. 

## Stanovništvo
Prema popisu stanovništva iz 2002. godine naselje je imalo 37 stanovnika.